# Parma, New York
Parma är en kommun i Monroe County i delstaten New York, USA.